# Farbladung

Konzeptfarben für die Farbladung: rot, grün, blau / cyan, magenta, gelb

Die Farbladung, kurz auch Farbe, eines Teilchens ist in der Elementarteilchenphysik eine Größe, die in der Quantenchromodynamik beschreibt, wie sich das Teilchen unter der starken Wechselwirkung verhält. Alle stark wechselwirkenden Teilchen haben Farbe; diese sind im Standardmodell der Teilchenphysik die Quarks und die Gluonen. Alle anderen Elementarteilchen sind farblos. Physikalisch gesprochen befinden sich die Quarks und Gluonen in einer nichttrivialen Darstellung der Symmetriegruppe der Quantenchromodynamik, die anderen Elementarteilchen in der trivialen. Das Konzept wurde 1964 von Oscar Wallace Greenberg sowie unabhängig davon 1965 von Moo-Young Han und Yoichiro Nambu vorgeschlagen.
Die Bezeichnung als Farbe ist ebenso irreführend wie die Bezeichnung als Ladung: Weder entspricht die Farbe der Quantenchromodynamik der optischen Farbe eines makroskopischen Objekts, noch ist die Farbladung die Ladung der starken Wechselwirkung. Stattdessen kann Farbe am ehesten in Analogie zum Spin eines Teilchens aufgefasst werden, bei dem ein klassisches Teilchen in der Quantenmechanik als zweikomponentige Wellenfunktion dargestellt wird: In der Beschreibung durch die Quantenchromodynamik hat die Wellenfunktion eines Quarks drei Komponenten, die mit den drei Grundfarben rot, grün und blau bezeichnet werden, die Farben eines Antiquarks entsprechen den drei Antifarben (Sekundärfarben) antirot (cyan), antigrün (magenta) und antiblau (gelb). Gluonen bestehen aus einer Kombination von Farben und Antifarben und werden durch Matrizen im Farbraum beschrieben.
Zu der Bezeichnung dieser Eigenschaft als „Farbe“ schreibt der Physik-Nobelpreisträger Richard P. Feynman:

„The idiot physicists, unable to come up with any wonderful Greek words anymore, call this type of polarization by the unfortunate name of ‚color,‘ [sic!] which has nothing to do with the color in the normal sense.“

„Diese Physiker-Idioten, unfähig sich irgendwelche wundervollen griechischen Wörter auszudenken, bezeichnen diese Art der Polarisation mit dem unglücklichen Begriff ‚Farbe,‘ [sic!] der nichts mit der Farbe im üblichen Sinn zu tun hat.“

Die Analogie zwischen optischer Farbe und quantenchromodynamischer Farbe ist folgende: Ebenso wie sich die drei optischen Grundfarben zu weiß addieren, besitzt ein Objekt, das aus Farbe und zugehöriger Antifarbe, aus drei Farben oder aus drei Antifarben zusammengesetzt ist, keine starke Ladung. 

## Historischer Hintergrund
Im Jahr 1951 wurde das {\displaystyle \Delta ^{++}}-Baryon entdeckt. Es besteht aus drei identischen u-Quarks, die keinen Bahndrehimpuls besitzen, sodass das Baryon räumlich symmetrisch ist und eine symmetrische Spinwellenfunktion mit Gesamtspin 3/2 hat. Als Baryon ist das Teilchen jedoch ein Fermion und muss daher eine antisymmetrische Gesamtwellenfunktion aufweisen. Daher war es naheliegend, einen zusätzlichen diskreten Freiheitsgrad einzuführen. Damit dieser zusätzliche Freiheitsgrad bei drei Quarks zu einem antisymmetrischen Zustand führen kann, muss dieser mindestens drei verschiedene Werte annehmen können.
Ein weiterer Hinweis auf verborgene Freiheitsgrade der Quarks kam aus der Messung von Streuquerschnitten an Elektron-Positron-Collidern. Beim Vergleich der Reaktionen von Elektron-Positron-Paaren zu Hadronen und zu Myon-Antimyon-Paaren erwartet man naiv in erster Ordnung, dass sich die Streuquerschnitte {\displaystyle {\mathcal {BR}}} zueinander verhalten wie die elektrischen Ladungen {\displaystyle Q} der beteiligten Teilchen zum Quadrat, summiert über die verschiedenen Teilchenarten bzw. Flavours:
{\displaystyle \left.{\frac {{\mathcal {BR}}(\mathrm {e} ^{+}\mathrm {e} ^{-}\to {\text{had}})}{{\mathcal {BR}}(\mathrm {e} ^{+}\mathrm {e} ^{-}\to \mu ^{+}\mu ^{-})}}\right|_{\text{naiv}}=\left({\frac {\sum _{\text{flavours}}Q_{i}^{2}}{e^{2}}}\right)}
mit der Elementarladung {\displaystyle e}.
Experimentell fand man jedoch einen um einen Faktor 3 erhöhten Wert:
{\displaystyle \left.{\frac {{\mathcal {BR}}(\mathrm {e} ^{+}\mathrm {e} ^{-}\to {\text{had}})}{{\mathcal {BR}}(\mathrm {e} ^{+}\mathrm {e} ^{-}\to \mu ^{+}\mu ^{-})}}\right|_{\text{exp}}=3\left({\frac {\sum _{\text{flavours}}Q_{i}^{2}}{e^{2}}}\right)}
Das deutet darauf hin, dass Quarks einen zusätzlichen Freiheitsgrad mit drei Ausprägungen innehaben, dass es mit anderen Worten also drei verschiedene Quarks jeden Flavours gibt. Auf der anderen Seite konnte durch spektroskopische Messungen ausgeschlossen werden, dass sich die Massen der verschiedenen Quarks desselben Flavours unterscheiden.

## Mathematische Beschreibung
Die Symmetriegruppe der Quantenchromodynamik ist SU(3). Die fundamentale Darstellung besteht aus komplexen {\displaystyle 3\times 3}-Matrizen. Als Lie-Gruppe der Dimension {\displaystyle 8} können die Darstellungsmatrizen als Matrixexponential von Elementen einer Lie-Algebra mit acht Generatoren geschrieben werden. Diese acht Generatoren sind die Gell-Mann-Matrizen {\displaystyle \lambda ^{a}}. 
Eine Eichtransformation wirkt auf ein Fermion {\displaystyle \psi } vermittels
{\displaystyle \psi \to \psi '=\exp \left(-\mathrm {i} \sum _{a=1}^{8}\theta ^{a}\lambda ^{a}\right)\psi }
mit acht reellen Parametern {\displaystyle \theta ^{a}}. Aus Dimensionsgründen folgt, dass {\displaystyle \psi } entweder ein Triplett unter dieser Transformation bildet, das heißt, {\displaystyle \psi } ist ein dreikomponentiger Vektor, oder ein Singulett, {\displaystyle \psi } ist ein Skalar. Das Farbsingulett besteht somit aus Teilchen, auf die die Quantenchromodynamik keine Auswirkungen hat, sie befinden sich in einer trivialen Darstellung.
Die acht starken Ladungen der Fermionen sind definiert via
{\displaystyle \rho ^{a}=\psi _{i}^{\dagger }{\tfrac {1}{2}}\lambda _{ij}^{a}\psi _{j}}
mit den Ladungsdichten {\displaystyle \rho ^{a}}. Da die Gell-Mann-Matrizen einer Kommutatorrelation {\displaystyle [\lambda ^{a},\lambda ^{b}]=2\mathrm {i} f^{abc}\lambda ^{c}} mit den Strukturkonstanten {\displaystyle f^{abc}} der Lie-Algebra folgen, sind die Ladungen nicht gemeinsam messbar. Man muss also eine maximale Untermenge kommutierender Observablen suchen. Dies sind im Fall der starken Ladungen nach Konvention die Komponenten {\displaystyle q^{3}} und {\displaystyle q^{8}}; die Matrizen {\displaystyle \lambda ^{3}} und {\displaystyle \lambda ^{8}} sind diagonal. Der gemeinsame Satz Eigenvektoren zu {\displaystyle \lambda ^{3}} und {\displaystyle \lambda ^{8}} sind die drei Farben
{\displaystyle {\begin{aligned}\psi _{r}={\vec {r}}\otimes \psi ={\begin{pmatrix}1\\0\\0\end{pmatrix}}\otimes \psi \\\psi _{g}={\vec {g}}\otimes \psi ={\begin{pmatrix}0\\1\\0\end{pmatrix}}\otimes \psi \\\psi _{b}={\vec {b}}\otimes \psi ={\begin{pmatrix}0\\0\\1\end{pmatrix}}\otimes \psi \end{aligned}}}
mit den Bezeichnungen {\displaystyle r,g,b} für rot, grün und blau.
Die starke Ladung eines roten, grünen und blauen Teilchens ist entsprechend 
{\displaystyle {\begin{alignedat}{2}{\vec {q}}_{r}&=+{\frac {1}{2}}{\vec {e}}_{3}&&+{\frac {1}{2{\sqrt {3}}}}{\vec {e}}_{8}\\{\vec {q}}_{g}&=-{\frac {1}{2}}{\vec {e}}_{3}&&+{\frac {1}{2{\sqrt {3}}}}{\vec {e}}_{8}\\{\vec {q}}_{b}&=&&-{\frac {1}{\sqrt {3}}}{\vec {e}}_{8}\end{alignedat}}}
und eine Addition eines roten, grünen und blauen Teilchens ergibt insgesamt ein unter der starken Ladung neutrales Objekt.
Die Antiteilchen transformieren unter der konjugierten Darstellung; die Farbvektoren sind
{\displaystyle {\begin{aligned}{\vec {c}}={\begin{pmatrix}1&0&0\end{pmatrix}}\\{\vec {m}}={\begin{pmatrix}0&1&0\end{pmatrix}}\\{\vec {y}}={\begin{pmatrix}0&0&1\end{pmatrix}}\end{aligned}}}
entsprechend den Sekundärfarben {\displaystyle c,m,y} für cyan, magenta und gelb (yellow). 

### Beschreibung der Gluonen
Die Gluonen transformieren unter Eichtransformationen in der adjungierten Darstellung der Symmetriegruppe. Die Darstellungsmatrizen sind die Strukturkonstanten, also {\displaystyle {f^{a}}_{bc}}, und die Eichtransformation lautet
{\displaystyle A^{\mu a}\to A'^{\mu a}=A^{\mu a}-{\frac {1}{g}}\partial ^{\mu }\theta ^{a}+f^{abc}\theta ^{b}A^{\mu c}},
woraus offensichtlich wird, dass acht an der starken Wechselwirkung teilnehmende Gluonen existieren; sie bilden ein Oktett.
Dargestellt werden die Gluonen im Farbraum als linear unabhängige spurfreie {\displaystyle 3\times 3}-Matrizen, formal als Tensorprodukt aus einer Farbe und einer Antifarbe. Sie können so gewählt werden, dass sie (bis auf Normierung) den Gell-Mann-Matrizen entsprechen. Beispielsweise ist
{\displaystyle A_{ij}^{\mu 1}=(r_{i}m_{j}+g_{i}c_{j})/{\sqrt {2}}\otimes A^{\mu }=\lambda _{ij}^{1}/{\sqrt {2}}\otimes A^{\mu }}
eine Superposition aus rot-magenta und grün-cyan. 
Das „neunte“ Gluon wäre
{\displaystyle A_{ij}^{\mu 9}=(r_{i}c_{j}+g_{i}m_{j}+b_{i}y_{j})/{\sqrt {3}}\otimes A^{\mu }=I_{3}/{\sqrt {3}}\otimes A^{\mu }}
mit der dreidimensionalen Einheitsmatrix {\displaystyle I_{3}} und somit ein Singulett unter der {\displaystyle SU(3)}. Es nähme nicht an der starken Wechselwirkung teil und wäre somit ein steriles Teilchen. Versuche, das neunte Gluon als das Photon zu interpretieren, also als das Eichboson der elektromagnetischen Wechselwirkung, scheiterten.

## Singuletts und Confinement
Experimentell können keine freien Gluonen oder Quarks beobachtet werden; sie sind confined (engl.: eingesperrt). Die Kraft, die für das Confinement verantwortlich ist, ist die starke Kernkraft, die mit zunehmendem Abstand wächst: Versucht man, ein Quark aus einem Hadron zu befreien, wird ein Quark-Antiquark-Paar gebildet, sodass zwei neue Hadronen entstehen. Die beobachtbaren physikalischen Objekte, die aus Gluonen oder Quarks aufgebaut sind, müssen daher Singuletts unter der {\displaystyle SU(3)} sein. 
Die drei erlaubten Kombinationen, die zu Singuletts führen, sind:
{\displaystyle {\begin{aligned}\Psi _{\mathrm {B} }&={\frac {1}{\sqrt {6}}}\varepsilon _{abc}\psi _{a}\psi _{b}\psi _{c}\\\Psi _{\bar {\mathrm {B} }}&={\frac {1}{\sqrt {6}}}\varepsilon _{abc}{\bar {\psi }}_{a}{\bar {\psi }}_{b}{\bar {\psi }}_{c}\\\Psi _{\mathrm {M} }&={\frac {1}{\sqrt {3}}}{\bar {\psi }}_{a}\psi _{a}\end{aligned}}}
wobei {\displaystyle \varepsilon } das Levi-Civita-Symbol ist.
- {\displaystyle \Psi _{\mathrm {B} }} ist eine baryonische, aus drei Quarks aufgebaute Wellenfunktion,
- {\displaystyle \Psi _{\bar {\mathrm {B} }}} eine antibaryonische, aus drei Antiquarks aufgebaute Wellenfunktion,
- {\displaystyle \Psi _{\mathrm {M} }} eine mesonische, aus Quark und Antiquark aufgebaute Wellenfunktion.

Darüber hinaus können theoretisch exotische Strukturen auftreten wie Tetraquarks, Pentaquarks oder Teilchen mit höherem Quarkinhalt, die sich aus den obigen Zuständen zusammensetzen lassen, sowie Glueballs als rein gluonische Strukturen. Auf die Existenz von Tetraquarks existieren experimentelle Hinweise am COSY, jedoch nicht auf die Existenz von Glueballs.
Die Struktur der {\displaystyle SU(3)} als nichtabelsche Eichtheorie ist auch dafür verantwortlich, dass die starke Wechselwirkung so kurzreichweitig ist, obwohl die Gluonen masselos sind wie die Photonen der Quantenelektrodynamik: Da die Gluonen als adjungierte Repräsentation der Eichgruppe selbst Farbe tragen, wechselwirken sie mit sich selbst. In der {\displaystyle U(1)} der Elektrodynamik dagegen fallen triviale und adjungierte Darstellung zusammen, sodass Photonen sich nicht gegenseitig beeinflussen.